# Copa do Mundo de Voleibol Feminino de 2011
A Copa do Mundo de Voleibol Feminino de 2011 foi a 11ª edição do torneio organizado pela Federação Internacional de Voleibol (FIVB) a cada quatro anos. Foi realizada em sete sedes de seis cidades japonesas e qualificou as três melhores equipes aos Jogos Olímpicos de 2012, em Londres.
Pela segunda vez consecutiva o título ficou com a Itália, após perder apenas uma das onze partidas disputadas. Estados Unidos e China vieram em seguida, completando as equipes classificadas aos Jogos Olímpicos de Londres.

## Equipes classificadas
Doze equipes participaram da Copa do Mundo. Classificaram-se as cinco equipes campeãs dos torneios continentais durante o ano, as equipes vice-campeãs nos mesmos torneios (as quatro melhores colocadas no ranking da FIVB de janeiro de 2011), o Japão como o país-sede e mais duas equipes convidadas.
| País-sede             |         |                                                     |
| Japão                 | AVC     |                                                     |
| Torneios continentais |         |                                                     |
| Sérvia                | CEV     | Campeã da Europa                                    |
| Alemanha              | CEV     | Vice-campeã da Europa                               |
| Estados Unidos        | NORCECA | Campeã das Américas do Norte, Central e Caribe      |
| República Dominicana  | NORCECA | Vice-campeã das Américas do Norte, Central e Caribe |
| Brasil                | CSV     | Campeã da América do Sul                            |
| China                 | AVC     | Campeã da Ásia                                      |
| Coreia do Sul         | AVC     | Terceira colocada da Ásia[a]                        |
| Quênia                | CAVB    | Campeã da África                                    |
| Argélia               | CAVB    | Vice-campeã da África                               |
| Convidados            |         |                                                     |
| Itália                | CEV     | Quarta colocada da Europa                           |
| Argentina             | CSV     | Vice-campeã da América do Sul                       |

a. ^  O Japão, vice-campeão continental, classificou-se por ser o país-sede da Copa do Mundo.

## Sedes
| Fase | Local A                                     | Local B                              |
| ---- | ------------------------------------------- | ------------------------------------ |
| 1ª   | Hiroshima Sun Plaza, Hiroshima              | White Ring, Nagano                   |
| 2ª   | Hiroshima Sun Plaza, Hiroshima              | Toyama City Gymnasium, Toyama        |
| 3ª   | Hokkaido Prefectural Sports Center, Sapporo | Momotaro Arena, Okayama              |
| 4ª   | Yoyogi National Gymnasium, Tóquio           | Tokyo Metropolitan Gymnasium, Tóquio |

## Classificação
- Vitória por 3 sets a 0 ou 3 a 1: 3 pontos para o vencedor;
- Vitória por 3 sets a 2: 2 pontos para o vencedor e 1 ponto para o perdedor.
- Em caso de igualdade por pontos, os seguintes critérios serviram como desempate: número de vitórias, média de sets e média de pontos.

|     |                      |     | Jogos | Jogos | Jogos | Pontos | Pontos | Pontos | Sets | Sets | Sets  |
| Pos | Equipe               | Pts | T     | V     | D     | V      | P      | R      | V    | P    | R     |
| --- | -------------------- | --- | ----- | ----- | ----- | ------ | ------ | ------ | ---- | ---- | ----- |
| 1   | Itália               | 28  | 11    | 10    | 1     | 931    | 721    | 1.291  | 31   | 8    | 3.875 |
| 2   | Estados Unidos       | 26  | 11    | 9     | 2     | 892    | 726    | 1.229  | 27   | 10   | 2.700 |
| 3   | China                | 26  | 11    | 8     | 3     | 997    | 821    | 1.214  | 30   | 13   | 2.308 |
| 4   | Japão                | 24  | 11    | 8     | 3     | 889    | 739    | 1.203  | 27   | 11   | 2.455 |
| 5   | Brasil               | 21  | 11    | 8     | 3     | 941    | 808    | 1.165  | 25   | 16   | 1.563 |
| 6   | Alemanha             | 20  | 11    | 6     | 5     | 944    | 871    | 1.084  | 25   | 17   | 1.471 |
| 7   | Sérvia               | 18  | 11    | 5     | 6     | 926    | 877    | 1.056  | 22   | 19   | 1.158 |
| 8   | República Dominicana | 12  | 11    | 5     | 6     | 861    | 927    | 0.929  | 17   | 25   | 0.680 |
| 9   | Coreia do Sul        | 11  | 11    | 3     | 8     | 709    | 838    | 0.846  | 13   | 24   | 0.542 |
| 10  | Argentina            | 9   | 11    | 3     | 8     | 686    | 809    | 0.848  | 9    | 26   | 0.346 |
| 11  | Argélia              | 3   | 11    | 1     | 10    | 544    | 854    | 0.637  | 4    | 31   | 0.129 |
| 12  | Quênia               | 0   | 11    | 0     | 11    | 561    | 890    | 0.630  | 3    | 33   | 0.091 |

## Primeira fase

### Hiroshima
| Data  | Hora  |                      | Placar |                         | Set 1 | Set 2 | Set 3 | Set 4 | Set 5 | Total   | Relatório |
| ----- | ----- | -------------------- | ------ | ----------------------- | ----- | ----- | ----- | ----- | ----- | ------- | --------- |
| 4 Nov | 11:00 | 'China '             | 3–0    | Argélia                 | 25–13 | 25–14 | 25–19 |       |       | 75–46   | 75–46     |
| 4 Nov | 14:30 | República Dominicana | 1–3    | ' Argentina'            | 25–18 | 17–25 | 18–25 | 22–25 |       | 82–93   | 82–93     |
| 4 Nov | 18:20 | 'Itália '            | 3–1    | Japão                   | 25–20 | 23–25 | 25–18 | 25–15 |       | 98–78   | 98–78     |
| 5 Nov | 11:00 | Argélia              | 0–3    | ' República Dominicana' | 7–25  | 15–25 | 20–25 |       |       | 42–75   | 42–75     |
| 5 Nov | 15:00 | 'Itália '            | 3–2    | China                   | 25–20 | 22–25 | 21–25 | 25–21 | 15–12 | 108–103 | 108–103   |
| 5 Nov | 18:20 | 'Japão '             | 3–0    | Argentina               | 25–19 | 25–11 | 25–20 |       |       | 75–50   | 75–50     |
| 6 Nov | 11:00 | República Dominicana | 0–3    | ' Itália'               | 26–28 | 13–25 | 12–25 |       |       | 51–78   | 51–78     |
| 6 Nov | 15:00 | 'Argentina '         | 3–1    | Argélia                 | 25–18 | 25–12 | 20–25 | 25–16 |       | 95–71   | 95–71     |
| 6 Nov | 18:20 | 'China '             | 3–2    | Japão                   | 20–25 | 25–19 | 20–25 | 25–23 | 15–13 | 105–105 | 105–105   |

### Nagano
| Data  | Hora  |                   | Placar |                   | Set 1 | Set 2 | Set 3 | Set 4 | Set 5 | Total | Relatório |
| ----- | ----- | ----------------- | ------ | ----------------- | ----- | ----- | ----- | ----- | ----- | ----- | --------- |
| 4 Nov | 11:00 | 'Sérvia '         | 3–0    | Coreia do Sul     | 27–25 | 25–22 | 25–22 |       |       | 77–69 | 77–69     |
| 4 Nov | 14:30 | Quênia            | 0–3    | ' Alemanha'       | 19–25 | 14–25 | 8–25  |       |       | 41–75 | 41–75     |
| 4 Nov | 18:20 | 'Estados Unidos ' | 3–1    | Brasil            | 25–22 | 17–25 | 27–25 | 25–19 |       | 94–91 | 94–91     |
| 5 Nov | 11:00 | Coreia do Sul     | 0–3    | ' Alemanha'       | 20–25 | 16–25 | 15–25 |       |       | 51–75 | 51–75     |
| 5 Nov | 15:00 | Sérvia            | 0–3    | ' Estados Unidos' | 16–25 | 25–27 | 20–25 |       |       | 61–77 | 61–77     |
| 5 Nov | 18:20 | 'Brasil '         | 3–0    | Quênia            | 25–15 | 25–16 | 25–9  |       |       | 75–40 | 75–40     |
| 6 Nov | 11:00 | Quênia            | 1–3    | ' Sérvia'         | 25–19 | 22–25 | 11–25 | 11–25 |       | 69–94 | 69–94     |
| 6 Nov | 15:00 | Alemanha          | 1–3    | ' Brasil'         | 21–25 | 25–23 | 23–25 | 21–25 |       | 90–98 | 90–98     |
| 6 Nov | 18:20 | 'Estados Unidos ' | 3–0    | Coreia do Sul     | 25–10 | 25–12 | 25–13 |       |       | 75–35 | 75–35     |

## Segunda fase

### Hiroshima
| Data  | Hora  |                      | Placar |                      | Set 1 | Set 2 | Set 3 | Set 4 | Set 5 | Total | Relatório |
| ----- | ----- | -------------------- | ------ | -------------------- | ----- | ----- | ----- | ----- | ----- | ----- | --------- |
| 8 Nov | 11:00 | 'China '             | 3–1    | República Dominicana | 23–25 | 25–13 | 25–19 | 25–18 |       | 98–75 | 98–75     |
| 8 Nov | 15:00 | 'Itália '            | 3–0    | Argentina            | 25–19 | 25–10 | 25–19 |       |       | 75–48 | 75–48     |
| 8 Nov | 18:20 | 'Japão '             | 3–0    | Argélia              | 25–8  | 25–10 | 25–17 |       |       | 75–35 | 75–35     |
| 9 Nov | 11:00 | Argentina            | 0–3    | ' China'             | 10–25 | 18–25 | 23–25 |       |       | 51–75 | 51–75     |
| 9 Nov | 15:00 | Argélia              | 0–3    | ' Itália'            | 14–25 | 14–25 | 15–25 |       |       | 43–75 | 43–75     |
| 9 Nov | 18:20 | República Dominicana | 0–3    | ' Japão'             | 20–25 | 19–25 | 16–25 |       |       | 55–75 | 55–75     |

### Toyama
| Data  | Hora  |                   | Placar |                  | Set 1 | Set 2 | Set 3 | Set 4 | Set 5 | Total   | Relatório |
| ----- | ----- | ----------------- | ------ | ---------------- | ----- | ----- | ----- | ----- | ----- | ------- | --------- |
| 8 Nov | 11:00 | 'Estados Unidos ' | 3–0    | Quênia           | 25–16 | 25–13 | 25–21 |       |       | 75–50   | 75–50     |
| 8 Nov | 15:00 | Coreia do Sul     | 2–3    | ' Brasil'        | 25–22 | 18–25 | 25–18 | 13–25 | 8–15  | 89–105  | 89–105    |
| 8 Nov | 18:20 | Sérvia            | 2–3    | ' Alemanha'      | 22–25 | 26–24 | 23–25 | 25–23 | 11–15 | 107–112 | 107–112   |
| 9 Nov | 11:00 | Quênia            | 0–3    | ' Coreia do Sul' | 21–25 | 15–25 | 14–25 |       |       | 50–75   | 50–75     |
| 9 Nov | 15:00 | 'Brasil '         | 3–2    | Sérvia           | 21–25 | 21–25 | 25–18 | 25–19 | 15–12 | 107–99  | 107–99    |
| 9 Nov | 18:20 | 'Alemanha '       | 3–0    | Estados Unidos   | 32–30 | 25–19 | 26–24 |       |       | 83–73   | 83–73     |

## Terceira fase

### Sapporo
| Data   | Hora  |           | Placar |               | Set 1 | Set 2 | Set 3 | Set 4 | Set 5 | Total   | Relatório |
| ------ | ----- | --------- | ------ | ------------- | ----- | ----- | ----- | ----- | ----- | ------- | --------- |
| 11 Nov | 11:00 | 'Itália ' | 3–0    | Coreia do Sul | 25–15 | 25–12 | 25–17 |       |       | 75–44   | 75–44     |
| 11 Nov | 15:00 | China     | 2–3    | ' Brasil'     | 23–25 | 27–25 | 25–21 | 20–25 | 15–17 | 110–113 | 110–113   |
| 11 Nov | 19:20 | Japão     | 0–3    | ' Sérvia'     | 22–25 | 20–25 | 21–25 |       |       | 63–75   | 63–75     |
| 12 Nov | 11:00 | 'Itália ' | 3–0    | Brasil        | 25–23 | 25–16 | 25–22 |       |       | 75–61   | 75–61     |
| 12 Nov | 15:00 | 'China '  | 3–1    | Sérvia        | 21–25 | 25–19 | 25–23 | 25–23 |       | 96–90   | 96–90     |
| 12 Nov | 18:20 | 'Japão '  | 3–0    | Coreia do Sul | 25–21 | 25–18 | 25–17 |       |       | 75–56   | 75–56     |
| 13 Nov | 11:00 | 'Itália ' | 3–0    | Sérvia        | 29–27 | 25–19 | 25–20 |       |       | 79–66   | 79–66     |
| 13 Nov | 15:00 | 'China '  | 3–0    | Coreia do Sul | 25–12 | 25–8  | 25–16 |       |       | 75–36   | 75–36     |
| 13 Nov | 18:20 | 'Japão '  | 3–0    | Brasil        | 26–24 | 25–19 | 25–23 |       |       | 76–66   | 76–66     |

### Okayama
| Data   | Hora  |                         | Placar |                   | Set 1 | Set 2 | Set 3 | Set 4 | Set 5 | Total   | Relatório |
| ------ | ----- | ----------------------- | ------ | ----------------- | ----- | ----- | ----- | ----- | ----- | ------- | --------- |
| 11 Nov | 11:00 | 'República Dominicana ' | 3–1    | Quênia            | 25–18 | 25–14 | 26–28 | 25–19 |       | 101–79  | 101–79    |
| 11 Nov | 15:00 | Argélia                 | 0–3    | ' Alemanha'       | 10–25 | 8–25  | 19–25 |       |       | 37–75   | 37–75     |
| 11 Nov | 18:20 | Argentina               | 0–3    | ' Estados Unidos' | 12–25 | 15–25 | 19–25 |       |       | 46–75   | 46–75     |
| 12 Nov | 11:00 | 'República Dominicana ' | 3–2    | Alemanha          | 30–28 | 22–25 | 25–14 | 18–25 | 15–12 | 110–104 | 110–104   |
| 12 Nov | 15:00 | 'Argentina '            | 3–0    | Quênia            | 26–24 | 25–13 | 25–16 |       |       | 76–53   | 76–53     |
| 12 Nov | 18:20 | Argélia                 | 0–3    | ' Estados Unidos' | 12–25 | 12–25 | 9–25  |       |       | 33–75   | 33–75     |
| 13 Nov | 11:00 | Argentina               | 0–3    | ' Alemanha'       | 22–25 | 17–25 | 18–25 |       |       | 57–75   | 57–75     |
| 13 Nov | 15:00 | 'Argélia '              | 3–1    | Quênia            | 19–25 | 25–20 | 25–16 | 25–23 |       | 94–84   | 94–84     |
| 13 Nov | 18:20 | República Dominicana    | 0–3    | ' Estados Unidos' | 21–25 | 19–25 | 14–25 |       |       | 54–75   | 54–75     |

## Quarta fase

### Tóquio (YNG)
| Data   | Hora  |           | Placar |                   | Set 1 | Set 2 | Set 3 | Set 4 | Set 5 | Total   | Relatório |
| ------ | ----- | --------- | ------ | ----------------- | ----- | ----- | ----- | ----- | ----- | ------- | --------- |
| 16 Nov | 11:00 | China     | 2–3    | ' Estados Unidos' | 21–25 | 29–31 | 25–18 | 25–19 | 10–15 | 110–108 | 110–108   |
| 16 Nov | 15:00 | 'Itália ' | 3–2    | Alemanha          | 22–25 | 22–25 | 25–21 | 25–13 | 15–13 | 109–97  | 109–97    |
| 16 Nov | 18:20 | 'Japão '  | 3–0    | Quênia            | 25–11 | 25–10 | 25–9  |       |       | 75–30   | 75–30     |
| 17 Nov | 11:00 | 'China '  | 3–0    | Quênia            | 25–7  | 25–15 | 25–10 |       |       | 75–32   | 75–32     |
| 17 Nov | 15:00 | Itália    | 1–3    | ' Estados Unidos' | 23–25 | 15–25 | 25–22 | 21–25 |       | 84–97   | 84–97     |
| 17 Nov | 18:20 | 'Japão '  | 3–2    | Alemanha          | 25–20 | 23–25 | 25–27 | 25–17 | 15–12 | 113–101 | 113–101   |
| 18 Nov | 11:00 | 'Itália ' | 3–0    | Quênia            | 25–6  | 25–10 | 25–17 |       |       | 75–33   | 75–33     |
| 18 Nov | 15:00 | 'China '  | 3–0    | Alemanha          | 25–18 | 25–18 | 25–21 |       |       | 75–57   | 75–57     |
| 18 Nov | 18:20 | 'Japão '  | 3–0    | Estados Unidos    | 29–27 | 25–23 | 25–18 |       |       | 79–68   | 79–68     |

### Tóquio (TMG)
| Data   | Hora  |                         | Placar |                  | Set 1 | Set 2 | Set 3 | Set 4 | Set 5 | Total   | Relatório |
| ------ | ----- | ----------------------- | ------ | ---------------- | ----- | ----- | ----- | ----- | ----- | ------- | --------- |
| 16 Nov | 11:00 | 'República Dominicana ' | 3–2    | Sérvia           | 14–25 | 19–25 | 25–23 | 25–22 | 15–12 | 98–107  | 98–107    |
| 16 Nov | 15:00 | Argélia                 | 0–3    | ' Coreia do Sul' | 17–25 | 21–25 | 15–25 |       |       | 53–75   | 53–75     |
| 16 Nov | 18:20 | Argentina               | 0–3    | ' Brasil'        | 20–25 | 19–25 | 9–25  |       |       | 48–75   | 48–75     |
| 17 Nov | 11:00 | 'República Dominicana ' | 3–2    | Coreia do Sul    | 25–19 | 25–17 | 26–28 | 21–25 | 15–12 | 112–101 | 112–101   |
| 17 Nov | 15:00 | Argélia                 | 0–3    | ' Brasil'        | 18–25 | 8–25  | 13–25 |       |       | 39–75   | 39–75     |
| 17 Nov | 18:20 | Argentina               | 0–3    | ' Sérvia'        | 15–25 | 18–25 | 23–25 |       |       | 56–75   | 56–75     |
| 18 Nov | 11:00 | Argélia                 | 0–3    | ' Sérvia'        | 19–25 | 14–25 | 18–25 |       |       | 51–75   | 51–75     |
| 18 Nov | 14:00 | República Dominicana    | 0–3    | ' Brasil'        | 21–25 | 10–25 | 17–25 |       |       | 48–75   | 48–75     |
| 18 Nov | 17:00 | Argentina               | 0–3    | ' Coreia do Sul' | 17–25 | 26–28 | 23–25 |       |       | 66–78   | 66–78     |

## Classificação final
| Campeão | Vice-campeão | Terceiro lugar |
| Itália Sara Anzanello · Cristina Barcellini · Paola Croce · Monica De Gennaro · Carolina Costagrande · Caterina Bosetti · Immacolata Sirressi · Valentina Arrighetti · Eleonora Lo Bianco · Antonella Del Core · Lucia Bosetti · Simona Gioli · Noemi Signorile · Raphaela Folie | Estados Unidos Alisha Glass · Danielle Scott-Arruda · Tayyiba Haneef-Park · Lindsey Berg · Nicole Davis · Heather Bown · Cynthia Barboza · Jennifer Tamas · Jordan Larson · Nancy Metcalf · Tamari Miyashiro · Logan Tom · Foluke Akinradewo · Megan Hodge | China Wang Yimei · Mi Yang · Yang Jie · Hui Ruoqi · Zhang Xian · Wei Qiuyue · Yang Junjing · Shan Danna · Xu Yunli · Yang Zhou · Chen Liyi · Ma Yunwen · Zhang Lei · Fan Linlin |

| 4  | Japão                |
| 5  | Brasil               |
| 6  | Alemanha             |
| 7  | Sérvia               |
| 8  | República Dominicana |
| 9  | Coreia do Sul        |
| 10 | Argentina            |
| 11 | Argélia              |
| 12 | Quênia               |

### Prêmios individuais
| MVP (Most Valuable Player) | Carolina Costagrande | Itália               |
| Melhor atacante            | Destinee Hooker      | Estados Unidos       |
| Melhor bloqueio            | Christiane Fürst     | Alemanha             |
| Melhor saque               | Bethania de la Cruz  | República Dominicana |
| Melhor líbero              | Nam Jie-Youn         | Coreia do Sul        |
| Melhor receptora           | Fabiana de Oliveira  | Brasil               |
| Melhor levantadora         | Yoshie Takeshita     | Japão                |
| Maior pontuadora           | Bethania de la Cruz  | República Dominicana |